# Jean-Jacques Avenel
Pour les articles homonymes, voir Avenel (homonymie).
Jean-Jacques Avenel, né le  16 juin 1948 à Saint-Nicolas-d'Aliermont (Seine-Inférieure) et mort le 11 août 2014 à Paris, est un contrebassiste français de jazz. Accompagnateur fidèle de Steve Lacy, il a participé depuis à bien d'autres aventures musicales. Il s'est intéressé notamment à la musique africaine, à la kora et à la tradition mandingue.

## Biographie
Jean-Jacques Avenel est un contrebassiste d'abord autodidacte, même s'il bénéficiera ultérieurement des enseignements de Kent Carter (en). Il commence sa carrière en participant au mouvement musical de free jazz, jouant avec Steve Waring, Colette Magny, Don Cherry, puis avec Noah Howard (en), le quartette de Frank Wright et la formation  Intercommunal Free Dance Music Orchestra de François Tusques. Il accompagne également le saxophoniste Daunik Lazro.
À partir de 1975, il commence à être associé à différentes formations dirigées par Steve Lacy. Trio, sextet, quartet... Mais aussi le quintet regroupant, outre Lacy et Avenel, le saxophoniste Steve Potts, le batteur Oliver Johnson et le pianiste Bobby Few, auxquels peut se joindre la chanteuse Irene Aebi . Une longue collaboration commence. Il accompagne Steve Lacy pendant près de 30 ans, se produisant dans de nombreux festivals et autres lieux, en Europe et aux États-Unis, et participant à plus d'une vingtaine d'enregistrements d'albums. Il a l'occasion d'accompagner également Butch Morris dans les années 1980, et David Murray dans les années 1990.
Il participe aux réalisations de Michel Edelin et particulièrement dans le quartet avec Simon Goubert et Jacques Di Donato depuis 1995.
Plus récemment, il travaille avec de jeunes pianistes européens comme Benoît Delbecq
, ou Gaël Mevel. Mais aussi l'Américain Mal Waldron,  et l'Australien Chris Cody. Ou encore Richard Galliano, George Lewis, Pharoah Sanders, Archie Shepp, Dino Saluzzi, Paul Bley, et  d'autres.
Il collabore aussi régulièrement avec François Raulin. En 2000, à l'occasion du festival 38e Rugissants, Avenel, Raulin et Adama Drame créent ensemble le trio ARD, une formation mélangeant le jazz européen et la tradition mandingue. Jean-Jacques Avenel se passionne pour la musique africaine et joue de la kora, en plus de la contrebasse. En 2004, Avenel et Sissokho s'entourent de Lansiné Kouyaté, Moriba Koïta et Michel Edelin pour le projet Waraba («le lion» en langue bamana). Puis en 2006,  il forme le trio DAG avec Sophia Domancich et Simon Goubert.
Mais il n'oublie pas pour autant Benoît Delbecq. Il l'accompagne pour The Sixth Jump, un des meilleurs albums de jazz 2010 selon The New York Times. Il s'associe à un autre projet de Benoît Delbecq en 2012 pour Crescendo in Duke, une réinterprétation de morceaux de Duke Ellington. Et en 2013, à nouveau, il embarque dans une nouvelle aventure, Fun House, enregistrement de deux trios à l'issue d'une tournée commencée l'année précédente, l'un avec ses deux complices Benoît Delbecq au piano et Steve Argüelles à la batterie, et l'autre dirigé par le pianiste Fred Hersch,  avec Mark Helias à la contrebasse et Gerry Hemingway à la batterie.
Il meurt des suites d'un cancer le 11 août 2014 dans le 13e arrondissement de Paris.

## Discographie comme leader
- 1985 :  Eclaircie ; solo LP  Digue nord.
- 2004 : Waraba ; avec Michel Edelin, Yakouba Sissokho, Lansine Koyate, Moriba Ko[1] Songlines.